# Robert de Gloucester
Robert de Gloucester fou un dels fills bastards del rei Enric I d'Anglaterra. Quan el seu pare va morir sense descendència legítima masculina es va posicionar a favor de la seva germanastra, Matilde i va defensar els drets d'aquesta contra l'altre candidat, Esteve de Blois. Va tenir el títol de comte de Gloucester.

## De cavaller a comte de Gloucster
Robert va ser probablement el primer dels fills il·legítims que va tenir Enric I d'Anglaterra; pel que fa a la seva mare s'havia dit que era una dama de Caen, possiblement Sibil·la Corbet, però unes investigacions apunten a una dama de la família Gay, de la petita noblesa d'Oxfordshire.
El 1119, va combatre a la batalla de Brémule en defensa de la Normandia contra el rei de França Lluís VI. En aquella època ja era un dels capitans més capaços amb què comptava el rei anglès, el qual va obtenir la victòria.
Amb el naufragi de la Nau Blanca el novembre del 1120, Enric I va perdre el seu únic fill mascle legítim i es va plantejar fer hereu a Robert, però el van convèncer que nomenés la seva filla Matilde o bé el seu nebot Esteve de Blois, els quals serien millor acceptats. Després de tres quarts de segle implantant una reforma religiosa a Anglaterra no estaria ben vist que un fill il·legítim accedís al tron.
El pare el va fer casar amb Mabel, filla de Robert FitzHamon —lord de Gloucester (a Anglaterra), Glamorgan (a Gal·les), senyor d'Évrecy i de Sainte-Scolasse-sur-Sarthe (Normandia)—, i de Sibil·la de Montgommery. Enric I va crear per ell el títol de comte de Gloucester, probablement a la fi de l'any 1121. La possessió de 300 feus el situava en un rang semblant al d'Esteve de Blois, nebot del rei.
El 1123 va comandar les tropes encarregades de sufocar la revolta contra el seu pare organitzada per Amauri III de Montfort i Galeran IV de Meulan. Un cop resolt això va anar als seus dominis on va sorgir una altra revolta, a l'oest de Glamorgan. Els seus territoris van augmentar amb el senyoriu de Neath, on va fer construir una fortalesa. El 1126 rei li va confiar la custòdia de Robert II de Normandia, que va ser tancat de per vida.

## El problema successori
El 1126, Enric I, conscient que no tindria fills del seu segon matrimoni va fer aplegar la noblesa i els va fer jurar fidelitat a la seva filla Matilde. Aquell dia, Robert i Esteve de Blois es van discutir sobre quin dels dos havia de fer el jurament en primer lloc, tenint en compte el rang, un presagi de la rivalitat que hi hauria a la mort del sobirà.
El 1127 Brian FitzCount i el bisbe Jean de Lisieux, van proposar al rei que establís una aliança política amb el Comtat d'Anjou. L'any següent Robert juntament amb FitzCount van fer una auditoria de la tresoreria reial, probablement per aplegar diner pel dot de la filla del rei, Matilde, que es casaria en segones núpcies amb el comte d'Anjou.
Aquest matrimoni no va resultar ser una bona aliança i al llarg de la dècada del 1130, per ordre del rei, Robert va combatre contra l'exèrcit de Jofré V d'Anjou, qui, com a marit de Matilde, reclamava part del Ducat de Normandia. El 1134, gràcies a la seva influència va aconseguir la seu del bisbat de Bayeux per al seu fill bastard, Ricard.
El desembre del 1135, Robert estava amb el seu pare quan aquest va morir a Lyons-la-Forêt i va escortar el seu cos fins a Caen. Poc després li arribà la notícia que el seu cosí Esteve s'havia fet coronar rei d'Anglaterra a Winchester. De seguida va proposar als nobles normands que declaressin duc de Normandia a Teobald, el germà gran d'Esteve.
L'abril del 1136, va veure que no li quedava d'altra que acceptar la situació i va anar a Oxford, on estava reunida la cort anglesa i va retre jurament de fidelitat a Esteve, amb la següent condició: "mentre el rei mantingui intacte el seu rang i respecti el nostre pacte de cavallers." Poc després va anar a sufocar una revolta encapçalada per Richard de Clare als seus territoris de Gal·les, la lluita es va perllongar mesos i va haver de cedir territoris. Al mateix temps va anar a assistir el rei Esteve en el setge d'Exeter contra Balduí de Redvers.
Mentrestant va saber que Matilde estava aconseguint partidaris al nord de França i Robert, encara que seguia al servei d'Esteve, va començar a mantenir les distàncies, més que res per la por de ser assassinat pel gelós lloctinent del rei, Guillem d'Ypres. Amb els nomenaments de Beaumont i Galeran, Robert s'adonà que el rei ja no el tenia en compte. Al desembre va decidir no retornar amb Esteve a Anglaterra i, segons Orderic Vitalis, va començar a circular el rumor que s'havia passat al bàndol de Matilde.

## La guerra i l'anarquia
Pel maig del 1138 va unir les seves forces a les del seu cunyat Jofré d'Anjou, però la campanya va ser un fracàs i van ser derrotats pel comte Galeran. Al mateix temps va ordenar que els seus vassalls de l'oest d'Anglaterra es rebel·lessin, però també van ser vençuts, llevat de Bristol que estava molt ben fortificada i Esteve va renunciar a continuar amb el setge.
El setembre del 1139 va desembarcar a Arundel, va deixar Matilde a Bristol i va començar a contactar amb partidaris d'ella: aviat va tenir a favor tots els comtats del sud-oest. Al novembre del 1139 va conquerir Worcester i va arranjar el matrimoni entre un germanastre seu, Reginald de Dunstanville, i la filla del comte de Cornualla. El maig del 1140 va anar a Bath per reunir-se amb la facció contrària però no van arribar a cap acord.
L'any 1141 va anar a Lincoln en socors de Ranulph, comte de Chester, i va aconseguir la principal victòria, capturar Esteve, el qual va traslladar a Bristol. Després va acompanyar Matilde a Londres perquè fos coronada però va ser capturada a prop de Ciutat de Westminster. Robert va escapar d'aquesta emboscada i va ser capturat a Stockbridge, després de la batalla que va haver el 14 de setembre a Winchester. Fou tancat a Rochester mentre començaven unes complicades negociacions. Finalment Esteve i Robert van ser alliberats respectivament l'1 i el 3 de novembre del 1141. Robert es va retrobar amb Matilde, que estava a Oxford.
El 1142 es va unir a les tropes del marit de Matilde, que s'havia proposat conquerir el Ducat de Normandia. Al novembre van rebre la notícia que Matilde estava sent assetjada a Oxford. Jofre no va creure convenient anar personalment a ajudar la seva esposa però va enviar Robert i el seu nebot Enric. El mateix any el fill de Robert, que era bisbe de Bayeux, va morir i Esteve va nomenar com a substitut a Felip d'Hacourt. Robert va reaccionar impedint l'accés del nou bisbe i repartint els béns del bisbat entre els seus fidels.
El 1143 Robert i Enric es van enfrontar a les tropes d'Esteve a Wilton i el van obligar a recular. Van capturar Guillem Martel, que cobria la rereguarda i el van forçar a donar el castell de Sherborne a canvi del seu alliberament. Els cronistes d'aquell temps l'acusen també d'haver arrasat amb la vila i el convent de Wilton. Tenir Sherborne va suposar un gran avenç per la causa de Matilde, per contra, el quart fill de Robert, Felip, per alguna causa desconeguda s'allistà a l'exèrcit d'Esteve.
Semblava que la guerra no arribaria a un ràpid desenllaç i el 1144, Enric, el fill de 13 anys de Matilde, va organitzar una expedició per prendre la corona. Robert el va anar a rebre i el va acollir al seu castell de Bristol i, considerant els pobres mitjans amb què comptava, el va fer desistir; ell va acceptar i va tornar a Normandia.
El 31 d'octubre del 1147 va patir unes febres i va morir. Fou sebollit al priorat benedictí de saint James a Bristol. Amb la seva defunció la causa de Matilde va perdre el principal aliat i ella va tornar a Normandia uns mesos després.

## Matrimoni i descendència
Del seu matrimoni amb Mabel de Gloucester (1090-1156) va tenir els següents fills:
- Guillem (v. 11222-1183), 2n comte de Gloucester i lord de Glamorgan
- Felip († vers 1147),
- Ricard († 1175), senyor de Creully
- Roger († 1179, Tours), bisbe de Worcester des del 1163
- Hamon († 1159), mort al setge de Toulouse el 1159
- Robert FitzRobert, castellà de Gloucester, casat amb Hawise, filla de Balduí de Reviers, comte de Devon
- Maud (ou Matilde) († 1189), casada amb Ranulph de Gernon, 4t comte de Chester

Va tenir un fill il·legítim:
- Ricard († 1142), bisbe de Bayeux el 1135.

I potser també fou filla seva:
- Mabel, esposa de Gruffudd ab Ifor, lord de Senghenydd (a Gal·les del Sud).